# Katholisches Krankenhaus im Siebengebirge

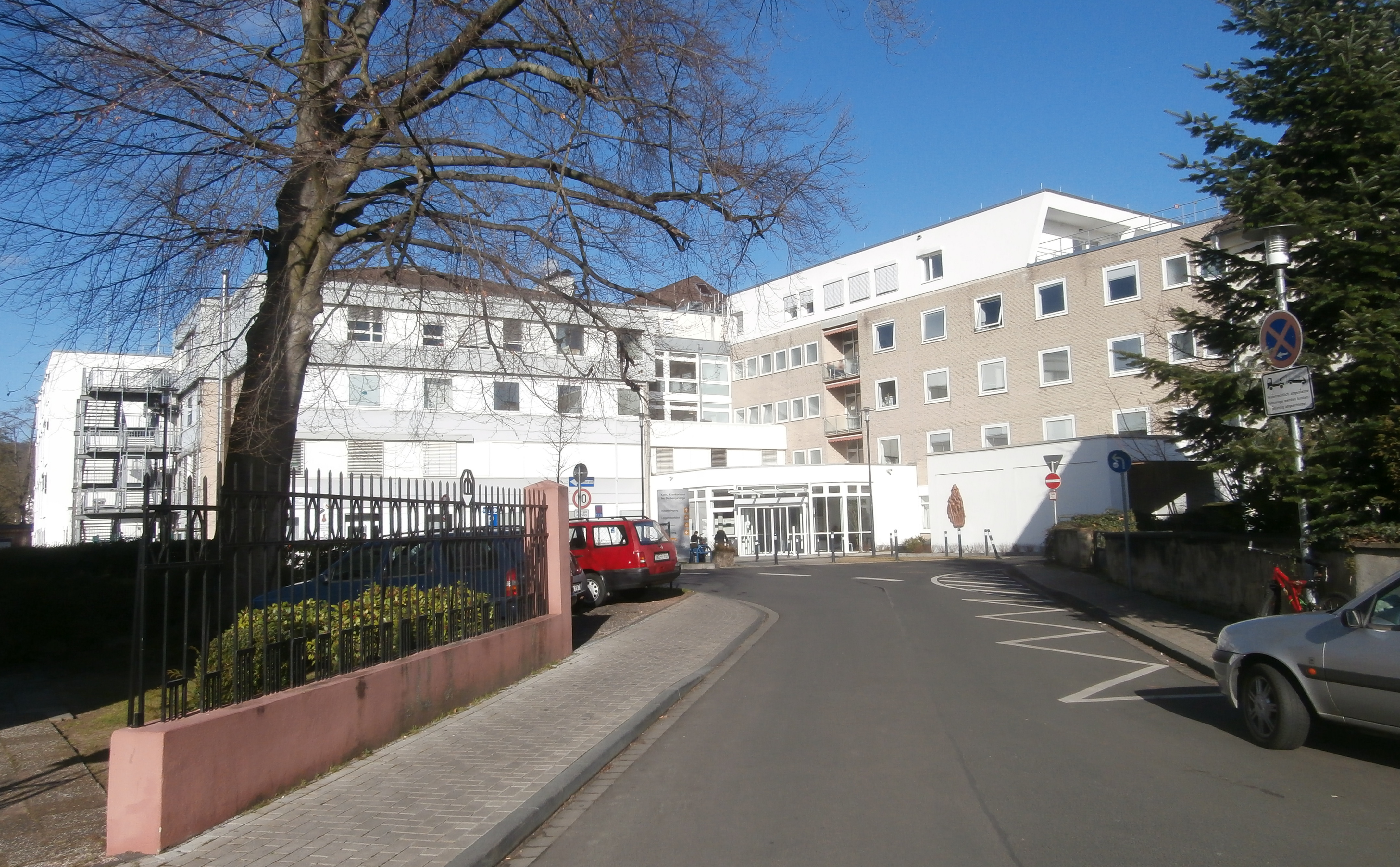
Katholisches Krankenhaus im Siebengebirge, Haupteingang (2014)

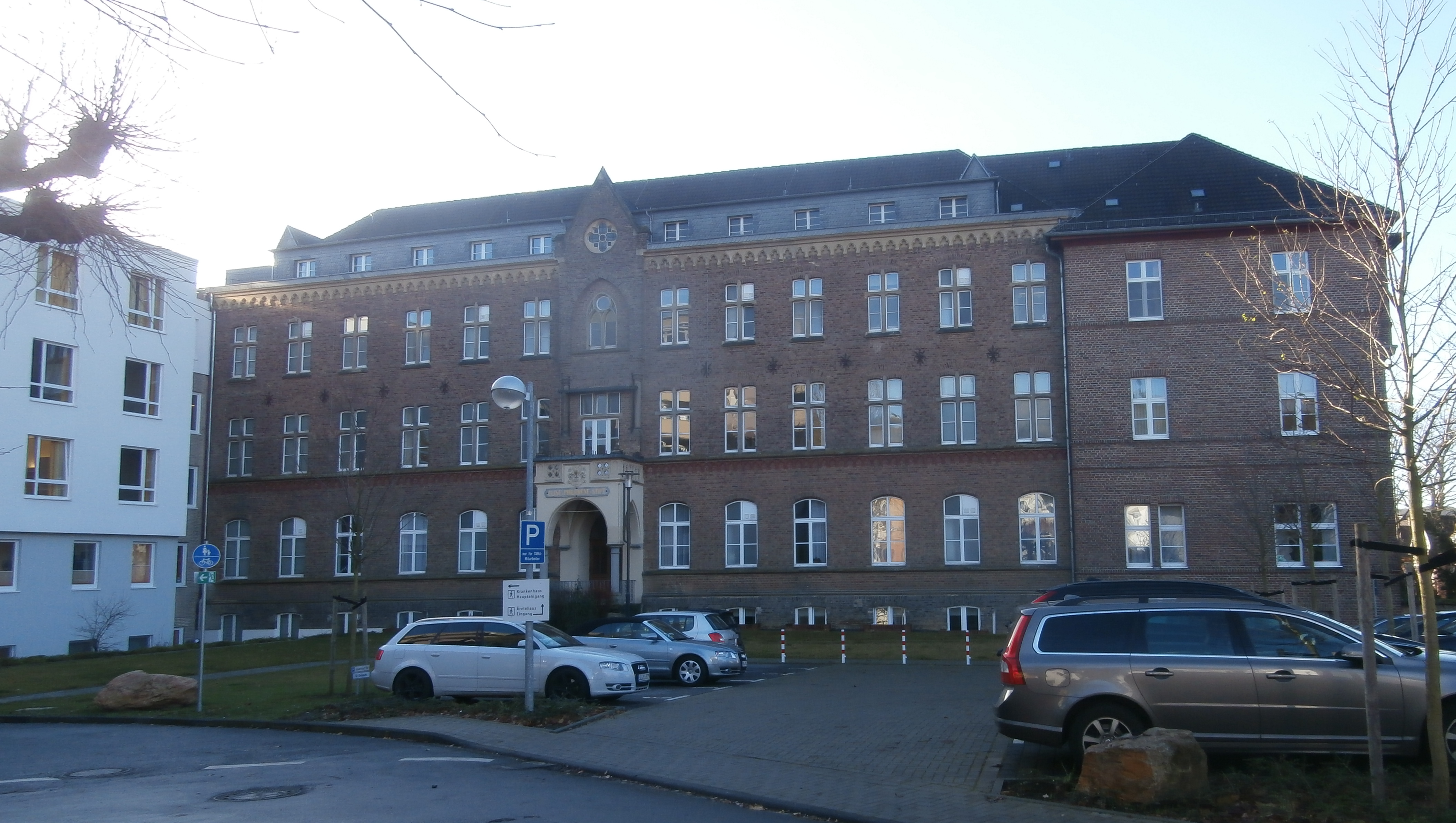
Katholisches Krankenhaus im Siebengebirge, Ursprungsgebäude von 1886–88 (2014)

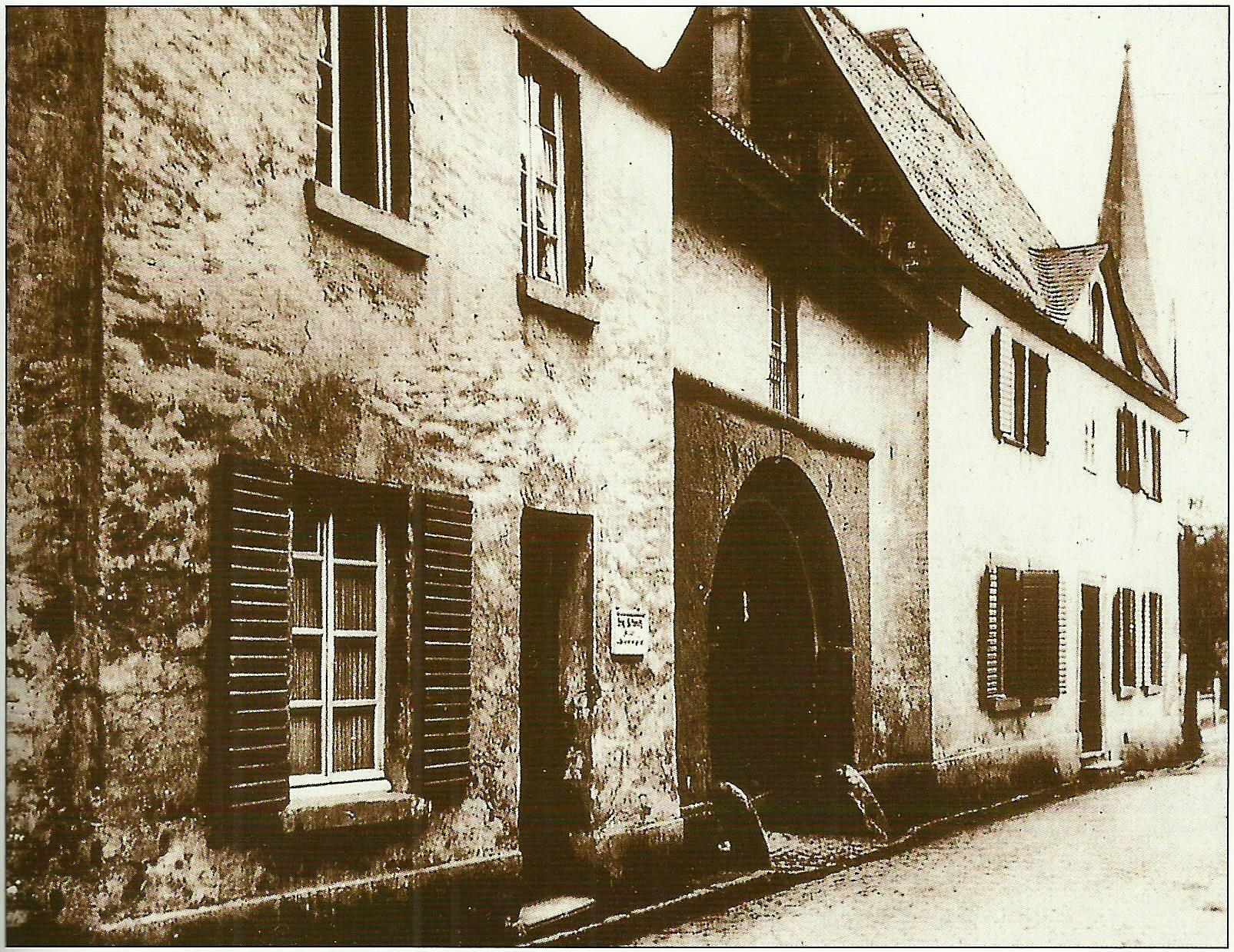
Krankenpflegestation der Armen Dienstmägde Jesu Christi im Kempschen Hof an der Rommersdorfer Straße

Das Katholische Krankenhaus im Siebengebirge (ehemals St.-Johannes-Krankenhaus) ist ein Allgemeinkrankenhaus in Bad Honnef, einer Stadt im nordrhein-westfälischen Rhein-Sieg-Kreis.

## Lage
Das Krankenhaus liegt im Stadtzentrum an der Schülgenstraße (Hausnummer 15), die von einem Neubautrakt überspannt wird, auf etwa 75 m ü. NHN.

## Geschichte
Vorgängerin des heutigen Krankenhauses war eine „Klösterchen“, nach einer Stifterin auch „Kempscher Hof“ genannte Krankenpflegestation an der Rommersdorfer Straße (1929 abgebrochen), die ab November 1857 von der Ordensgemeinschaft der Armen Dienstmägde Jesu Christi nebst einer Kinderbewahranstalt und Nähschule am Standort der neuen Ordensfiliale Honnef auf dem einstigen Grundstück des „Siegburger Hofs“ der Abtei Michaelsberg aufgebaut wurde. Von 1868 bis 1873 kamen Spenden wohlhabender Bürger, darunter der Familien Schülgen, Kemp, Schaaffhausen und Bredt zusammen, die den Bau eines eigenen Krankenhauses ermöglichen sollten. Die Geschwister Elise und Philomene Schülgen († 1867 und 1868) setzten ihre Brüder als Universalerben ein unter der Bedingung, den Neubau mit einem Kapital von 55.000 Talern und einem Grundstück von etwa drei Morgen zu finanzieren. Diese Pläne konnten erst nach Beendigung des Kulturkampfs umgesetzt werden. Die katholische Kirchengemeinde St. Johann Baptist trat die Stiftung der Geschwister Schülgen, die auf Genehmigung Wilhelm I. vom 27. September 1885 hin durch den Kölner Kaufmann Franz Schülgen († 1907) in Form eines Grundstücks von 80,74 Ar und eines Kapitals von 120.000 Mark geleistet wurde, an und wurde Trägerin des neuen Krankenhauses. Es entstand ab dem Frühjahr 1886 in neogotischen Formen nach einem Entwurf des Kölner Architekten August Carl Lange (1834–1883), der in Honnef auch für den Bau der Rommersdorfer Annakapelle verantwortlich zeichnete, und wurde nach den Namen der Hauptstifterinnen in „Elise-Philomene-Stift“ benannt. Beim Bau wurden Fundamente der mittelalterlichen Kapelle Domus Dei freigelegt. Die Einweihung des Krankenhauses erfolgte am 15. Oktober 1888. Die Leitung übernahmen erneut die Armen Dienstmägde Jesu Christi.
1901 wurde das Krankenhaus um ein Isolierhaus für ansteckende Krankheiten erweitert. Im Ersten Weltkrieg diente es bereits ab dem ersten Kriegsmonat als Lazarett. Von 1926 bis 1927 erfuhr das Krankenhaus bei Kosten von 110.000 Reichsmark   eine erneute Erweiterung durch die Stadt Honnef in Form eines Anbaues sowie eines Ausbaus des Dachgeschosses. 1949 erhielt es den Namen „St. Johannes-Krankenhaus“. 1961 kündigte der Krankenhausträger aufgrund des zunehmenden Mangels an Ordensschwestern den Gestellungsvertrag mit den Armen Dienstmägden Jesu Christi, die 1963 ihre Tätigkeit in Bad Honnef aufgaben. Von 1965 bis 1967 wurde die Einrichtung nach der erforderlichen Verlegung der Schülgenstraße um ein neues Bettenhaus und einen Behandlungstrakt für etwa 8,5 Mio. D-Mark erweitert, überwiegend aus Mitteln des Landes und des Erzbistums Köln. Zugleich entstand am Göttchesplatz bis 1968 ein neues Schwesternwohnheim. Zum 1. Januar 1980 schloss sich das St. Johannes-Krankenhaus mit dem St.-Josef-Krankenhaus der Pfarrei St. Remigius in Königswinter zum „Katholischen Krankenhaus im Siebengebirge“ in Trägerschaft des im Jahr zuvor begründeten „Katholischen Krankenhaus-Zweckverbands im Siebengebirge“ zusammen. Dabei wurden in Bad Honnef die operativen Abteilungen und in Königswinter die Abteilungen der Inneren Medizin einschließlich der Geriatrie konzentriert.
2005 übertrug der katholische Zweckverband den Betrieb beider Krankenhausbetriebsstätten auf die „CURA Kath. Einrichtungen im Siebengebirge gGmbH“, der außerdem noch mehrere Altenheime und Kindergärten angehören, und die Gesellschaftsanteile mehrheitlich auf die Gemeinnützige Gesellschaft der Franziskanerinnen zu Olpe (GFO). Zugleich wurden nach Bewilligung eines Zuschusses durch das Land Nordrhein-Westfalen Ende 2005 die Planungen für eine bereits 1998/99 beschlossene Zusammenlegung der Betriebsstätten in Bad Honnef und Königswinter am zu erweiternden Standort Bad Honnef aufgenommen. Im März 2008 begannen die Bauarbeiten, im Zuge derer nach Abriss der Krankenhauskapelle und der Cafeteria ein viergeschossiges Ärztehaus mit Küche im Erdgeschoss und ein neues Bettenhaus (62 Betten) entstanden sowie der Eingangsbereich erweitert und mit einer neuen Krankenwagenzufahrt ausgestattet wurde. Bereits Anfang 2010 waren der neue Bettentrakt und das neue Ärztehaus, in das fünf Arztpraxen einzogen, fertiggestellt. Anschließend wurde der Altbau modernisiert und minimal erweitert. Der Umzug der bisher in Königswinter angesiedelten Abteilungen erfolgte nach Fertigstellung des Umbaus im Juni 2011 und war mit dem Abbau von 44 Arbeitsplätzen bzw. 30 Vollzeitstellen verbunden. Die Zusammenlegung nahm Kosten in Höhe von 22 Millionen Euro in Anspruch, von denen das Land NRW etwa 10 Millionen Euro übernahm. Ein neuer Andachtsraum wurde Anfang 2012 eingeweiht.